# The Night Agent
The Night Agent ist eine US-amerikanische Actionserie von Shawn Ryan, die auf dem gleichnamigen Roman von Matthew Quirk basiert. Die Titelrolle des Night Agent übernahm Gabriel Basso.
Die erste Staffel wurde am 23. März 2023, die zweite Staffel am 23. Januar 2025 weltweit auf Netflix veröffentlicht. Im Oktober 2024 hat Netflix die Serie um eine dritte Staffel verlängert.

## Handlung

### Staffel 1
Der FBI-Agent Peter Sutherland hat ein Jahr zuvor heldenhaft eine Katastrophe abgewendet, als er eine Bombe in einem U-Bahn-Zug entdeckte und den Zug stoppen und evakuieren konnte, ehe sie explodierte. Unzählige Menschenleben wurden dadurch gerettet. Peter entdeckte und verfolgte den Attentäter, konnte ihn aber nicht fassen. Aufgrund der Vergangenheit seines Vaters wird schließlich Peter von den Medien für den Vorfall verantwortlich gemacht. Er wird daraufhin von Diane Farr, der Stabschefin der Präsidentin, für Night Agent, eine geheime FBI-Abteilung, rekrutiert. Peter selbst sieht die Beförderung als Degradierung, da er hauptsächlich als Notfallkontakt für FBI-Agenten dient. Er sitzt Nacht für Nacht im Keller des Weißen Hauses, studiert Akten und bewacht ein Telefon, das nie zu klingeln scheint.
Eines Nachts passiert es doch, Peter erhält über die Leitung einen Anruf von Rose Larkin. Da sie mit ihrem Cyber-Tech-Unternehmen pleiteging, ist sie vorübergehend bei ihren Verwandten Emma und Henry Campbell untergekommen. Plötzlich dringen Einbrecher ins Haus ein und greifen die Campbells an. Sie können Rose gerade noch die Notfall-Kontaktnummer und das zugehörige Codewort nennen, und ihr zur Flucht verhelfen, ehe sie brutal ermordet werden.
Da Rose einen der Angreifer erkennen konnte, ist sie nun eine wichtige Zeugin, und zugleich selbst ebenfalls in Gefahr. Peter wird zu Roses Schutz abgestellt und möchte alles umgehend seiner Vorgesetzten Farr melden, doch aus dem, was Rose von den Campbells aufgeschnappt hat, gibt es einen Verräter weit oben im weißen Haus, und es ist nicht klar, wem man noch vertrauen kann. Zudem scheint schon in sieben Tagen ein weiterer Anschlag geplant zu sein.
Der Secret Service übernimmt nun den Schutz von Rose, dazu wird sie in einem Hotel einquartiert. Doch schon bald darauf versucht das Killerduo Ellen und Dale, das schon den Überfall durchzog, Rose im Hotel zu töten. Damit ist klar, dass eine sehr wichtige Person dahinter stehen muss, zum einen, weil die Killer direkt zu Rose's Aufenthaltsort geschickt wurden, zum anderen, weil die Agenten, die zu Rose's Schutz abgestellt waren, direkt zuvor per Befehl abgezogen wurden. Erneut kann Peter Rose retten, und damit endlich ihr volles Vertrauen gewinnen.
Aus dem wenigen, was Rose weiß, scheint Peters zweiter Vorgesetzter, FBI-Vizedirektor Hawkins, der Hauptverdächtige zu sein, doch auch dieser fällt einem Anschlag zum Opfer.
Peter und Rose tauchen unter und ermitteln auf eigene Faust weiter. Eine verschlüsselte Festplatte der Campbells liefert Hinweise, dass der Bombenanschlag gar nicht der U-Bahn galt, sondern ein gezieltes Attentat auf eine geheime Zielperson wie einen blindwütigen Terrorakt aussehen lassen sollte.
Maddie Redfield ist die Tochter des Vizepräsidenten der Vereinigten Staaten. Sie wird von einer Gruppe Agenten des Secret Service unter der Leitung der Agentin Chelsea Arrington sowie Erik Monks während ihres Studiums an der Georgetown University beschützt. Sie hat ein äußerst gespanntes Verhältnis zu ihrem Vater, unter anderem, weil dieser sie für den Unfalltod ihrer jüngeren Schwester verantwortlich macht. Als Maddie sich bei einer Uni-Veranstaltung von ihren Bodyguards davon schleicht, um zu einem heimlichen Date mit ihrem Kunstprofessor Paolo zu gehen, taucht plötzlich Paolos Freund Matteo auf, tötet Paolo und entführt Maddie. Matteo klärt Maddie darüber auf, dass auch Paolo Maddie nur benutzen wollte, er wiederum sich nur mit Paolo angefreundet hatte, um über ihn an sie heranzukommen.
Rose und Peter kommen sich bei ihren Recherchen allmählich näher, doch die Zeit sitzt ihnen im Nacken. Sie kommen über die Witwe von Hawkins dahinter, dass dieser mit den Campbells befreundet, und über ihren Tod erschüttert war. Am Tag seines Todes traf er sich mit Gordon Wick, den CEO von Turn Lake Industries. Dieses Unternehmen scheint hinter dem Bombenanschlag zu stecken, und Wick ist mit Vizepräsident Ashley Redfield befreundet. Während Peter diese Infos an Diane Farr weiter gibt, erkennt er, dass diese ebenfalls in die Verschwörung verwickelt ist. Diane will Peter nun verhaften lassen, dieser entkommt jedoch. Daraufhin verbreitet Diane falsche Informationen, die Peter als abtrünnigen Agenten abstempeln, der Maddie Redfield entführt hat. So jagt nicht nur die Polizei Peter, sondern auch normale Bürger, die Peter auf der Straße erkennen, versuchen ihn zu stoppen. Auch das Killer-Duo ist wieder an Peter und Rose dran, im Kampf können Rose und Peter Dale töten, und Ellen entkommen.
Nach und nach stellt sich heraus, dass Colin Worley im Auftrag von Wick den Bombenanschlag durchgeführt hat. Durch Peters Eingreifen verfehlte der Anschlag sein Ziel, weshalb Wick umgehend den Mitwisser Colin töten lassen wollte. Der Mörder übersah, dass Colin einen Zwillingsbruder namens Matteo hat, und tötet diesen. Colin fand Matteos Leiche, erkannte den Zusammenhang, nahm Matteos Identität an, und tauchte unter. Colin, nicht Matteo, ist der Entführer von Maddie. Colin will Rache an Wick, Maddies Vater, und Farr nehmen für den Tod seines Zwillingsbruders, und dazu soll der Vizepräsident öffentlich seine Verwicklung in den Bombenanschlag, und seine Verbindung zu Wick gestehen.
Auch Arrington und Monks kommen Colin/Matteo auf die Schliche und verbünden sich mit Peter und Rose. Zusammen finden sie heraus, dass Maddie in einem Containerlager gefangen gehalten wird. Dort ist auch Ellen, die im Auftrag von Wick Matteo töten soll, und Rache für ihren getöteten Partner will. Sie erschießt von einem Turm aus nicht nur Matteo, sondern verletzt auch Monks tödlich. Rose gelingt es, sie in den Tod zu stürzen. Maddie kann befreit werden, weiß jedoch, dass ihr Vater ein Verbrecher ist und hilft den anderen.
Mit Hilfe von Arrington kommt Peter dem wahren Grund für das Attentat auf die Spur. Es sollte Omar Zadar, einen ausländischen Waffenhändler und Leiter der People's Independence Front (PIF), treffen. Während die Präsidentin in Zadar eine Schlüsselfigur für den Frieden in einer umkämpften Kriegsregion sieht, fürchtet Wick um seine eigenen lukrativen Waffengeschäfte, sollte Zadar mit US-Unterstützung seine Macht festigen können. Und der Vizepräsident ist von den großzügigen Spenden Wicks abhängig. Die beiden überzeugten Farr schließlich, dass ein mächtiger Zadar nicht nur eine Gefahr für sein Land, sondern auch für die USA und ihre Präsidentin darstellt. Farr, seit vielen Jahren mit der Präsidentin eng befreundet, unterstellt alles dem Schutz der Präsidentin, und deckt darum auch die Machenschaften von Wick und Redfield. Am Stichtag ist ein weiteres Geheimtreffen zwischen Zadar und der Präsidentin in Camp David geplant, und genau dieses Treffen ist das Ziel des geplanten Anschlag. Wick und Redfield sind die Drahtzieher, doch Farr ist eingeweiht. Nun aber beginnt die Präsidentin ihrer Freundin Farr zu misstrauen und weiht sie nicht mehr in alles ein, weshalb nun auch Farr und die Präsidentin selbst zu einem Sicherheitsrisiko für Wick und Redfield werden.
Sie ändern den Plan, nun soll nicht nur Zadar, sondern die Präsidentin gleich mit ihm sterben. Durch Maddie, deren Vater ihr gegenüber erklärt, anderntags einige Begnadigungen aussprechen zu wollen – ein Akt, der nur dem Präsidenten zusteht, erkennen auch Arrington, Peter und Rose Redfields Absichten. Während Arrington als Angehörige des Secret Service mit nach Camp David reist, haben Rose und Peter keine Möglichkeit, auf das streng bewachte Gelände zu kommen. Sie suchen schließlich Diane Farr auf, und konfrontieren sie mit der neuen Situation. Da Farr's oberstes Ziel immer noch der Schutz von Präsidentin Travers ist, hilft sie nun David und Rose, auf das Gelände von Camp David zu gelangen, um den Anschlag zu verhindern. Dort kommt es zum Showdown, die Attentäter haben nicht nur eine, sondern zwei Bomben platziert, die nacheinander explodieren. In letzter Sekunde kann die Präsidentin gerettet werden und während Wick die Flucht gelingt, werden alle anderen Beteiligten verhaftet.
Als Dank für Peters Einsatz erfährt er endlich die Wahrheit über die Vorwürfe gegen seinen Vater, und seinen angeblichen Unfalltod:
Peter Sutherland senior hatte tatsächlich Informationen an ausländische Agenten weitergegeben. Er war geständig, um als Doppelagent in feindlichen Reihen für das FBI tätig zu werden. Er flog auf und wurde von der Gegenseite liquidiert. Zudem wird Peter angeboten, selbst ein Night Agent zu werden, was er nach kurzem Zögern annimmt. Sein erster Einsatz führt ihn ins Ausland, zuvor verabschiedet er sich von Rose, der er versprechen muss, sie anzurufen. Arrington wiederum erhält eine Stelle in Präsidentin Travers Sicherheitsabteilung.

### Staffel 2
Zehn Monate nach dem Angriff auf Camp David sind Peter und seine Night-Action-Partnerin Alice in Bangkok im Einsatz. Ihr Ziel: den Spion Warren beschatten, der geheime Informationen an den Makler Jacob verkaufen will. Doch der Einsatz geht schief. Alice wird getötet, Peter kann gerade noch entkommen. Er ist sich sicher, dass jemand aus dem eigenen Team sie verraten hat. Während er untertaucht, erklärt Catherine, seine neue Vorgesetzte, ihn zum abtrünnigen Agenten. Rose, die inzwischen für ein KI-Startup arbeitet, erfährt davon und spürt Peter mit einer selbst programmierten Gesichtserkennungssoftware in New York auf.
Während Peter dort Warren verfolgt, gerät er ins Visier von Jacobs Auftragskiller Solomon. Warren kann ihm kurz vor seinem Tod noch einen entscheidenden Hinweis geben: Die gestohlenen Informationen betreffen ein geheimes chemisches Waffenprogramm mit dem Namen „Fingerhut“. Gleichzeitig versucht die iranische Diplomaten-Assistentin Noor, für sich und ihre Familie Asyl in den USA zu bekommen. Sie bietet der CIA brisante Informationen an und erfährt dabei, dass ihr Chef, Botschafter Abbas, heimlich mit einem US-Informanten kommuniziert.
Während Peter und Rose weiterhin von Jacobs Leuten gejagt werden, finden sie heraus, dass Solomon ein ehemaliger Marine ist, der offiziell als tot gilt. Noor beobachtet, wie Abbas sich heimlich mit Solomon trifft und eine Aktentasche entgegennimmt. Peter und Rose entdecken zudem, dass Solomons Schwester Celeste regelmäßig hohe Geldsummen aus einem mysteriösen Treuhandfonds erhält. Währenddessen kapert Markus, der Cousin von Tomás – dem Sohn eines in Den Haag inhaftierten Diktators –, ein mobiles Labor, das mit dem Fingerhut-Programm in Verbindung steht.
Um herauszufinden, was in der Aktentasche steckt, nimmt Peter Kontakt zu Noor auf. Bei einer riskanten Mission während einer Feier in der iranischen UN-Residenz wird er enttarnt und inhaftiert, kann aber entkommen. Rose gelingt es währenddessen, die Dokumente zu kopieren. Sie enthalten eine Liste iranischer Dissidenten in Europa. Tomás und Markus geraten derweil in einen Konflikt über die Verwendung der gestohlenen Fingerhut-Daten.
Catherine und Peter planen die Flucht von Noors Familie. Doch bei der Evakuierung weigert sich ihr Bruder Farhad mitzukommen. Als die Situation eskaliert, wird er erschossen. Peter verschweigt Noor die Wahrheit und behauptet, ihr Bruder sei in Sicherheit. Währenddessen wird Rose zur CTO ihres Unternehmens befördert, nachdem ein Investor grünes Licht für ihr Tracking-Tool gibt.
Noor erfährt schließlich die Wahrheit und wird von Javad entführt, der sie zwingt, Peter in eine Falle zu locken. Gleichzeitig gerät Rose in die Hände von Tomás’ Leuten, die sie für eine Wissenschaftlerin halten, die das tödliche KX-Gas herstellen kann. Tomás beginnt an der geplanten Attacke zu zweifeln und will aussteigen, doch Markus tötet ihn mit einer Probe des Giftes.
Jacob zwingt Peter, eine geheime Akte aus dem UN-Hauptquartier zu stehlen – im Austausch gegen Informationen über Roses Aufenthaltsort. Noor informiert unterdessen die französischen Behörden über Irans geheime Operation. Catherine gelingt es, Solomon zu töten. Peter erfährt, dass Jacob ein brisantes Geheimnis entdeckt hat: Die USA hatten KX einst an Tomás’ Vater verkauft, doch die UN vertuschten den Skandal. Jacob nutzt dieses Wissen, um den Wahlkampf des isolationistischen Gouverneurs Richard zu unterstützen.
Während Markus einen Anschlag mit KX-Gas im UN-Gebäude vorbereitet, gelingt es Peter und Catherine, das Gebäude in letzter Sekunde zu evakuieren und 14 der 15 Giftkanister sicherzustellen. Doch Markus entkommt und will die letzte Flasche KX-Gas in einem Hotel voller Diplomaten zünden. Peter und Rose können ihn in letzter Sekunde aufhalten.
Nach dem Einsatz wird Peter verhaftet, doch Catherine setzt ihn als Doppelagenten gegen Jacob ein. Gleichzeitig übergibt Jacob belastendes Material an Hagan, das dessen Rivalen Patrick Knox aus dem Rennen wirft. Damit ist Hagen praktisch als nächster US-Präsident gesetzt – und Jacob hat nun Zugriff auf unbegrenzte Informationen.

## Besetzung und Synchronisation
Die deutschsprachige Synchronisation entstand bei RRP Media (Staffel 1) und Interopa Film (Staffel 2) nach einem Dialogbuch von Jan Fabian Krüger und Yannick Forstenhäusler (Staffel 2, Episoden 8–10). Die Dialogregie führte Ralph Brauchle.
| Rolle                         | Darsteller           | Hauptrolle (Episoden) | Nebenrolle (Episoden) | Synchronsprecher         |
| ----------------------------- | -------------------- | --------------------- | --------------------- | ------------------------ |
| Peter Sutherland              | Gabriel Basso        | 1.01–                 |                       | Jan Makino               |
| Rose Larkin                   | Luciane Buchanan     | 1.01–                 |                       | Katharina Schwarzmaier   |
| Chelsea Arrington             | Fola Evans-Akingbola | 1.03–1.10             | 2.10                  | Giovanna Winterfeldt     |
| Maddie Redfield               | Sarah Desjardins     | 1.03–1.10             |                       | Christina Wöllner        |
| Ellen                         | Eve Harlow           | 1.01–1.08             |                       | Linda Stelzner           |
| Dale                          | Phoenix Raei         | 1.01–1.06             |                       | Steven Merting           |
| Ben Almora                    | Enrique Murciano     | 1.01–1.10             |                       | Gerrit Hamann            |
| Erik Monks                    | D. B. Woodside       | 1.03–1.08             |                       | Oliver Feld              |
| Diane Farr                    | Hong Chau            | 1.01–1.10             |                       | Nadine Heidenreich       |
| Catherine Weaver              | Amanda Warren        | 2.01–                 |                       | Claudia Urbschat-Mingues |
| Noor Taheri                   | Arienne Mandi        | 2.01–2.10             |                       | Sonja Spuhl              |
| Jacob Monroe                  | Louis Herthum        | 2.01–2.10             |                       | Erich Räuker             |
| Solomon Vega                  | Berto Colon          | 2.01–2.10             |                       | Bernd Egger              |
| Javad Rahmani                 | Keon Alexander       | 2.01–2.10             |                       | Jaron Löwenberg          |
| Markus Dargan                 | Michael Malarkey     | 2.01–2.10             |                       | Sebastian Borucki        |
| Azita Taheri                  | Marjan Neshat        |                       | 2.02–2.09             | Daniela Thuar            |
| Deputy Director Jamie Hawkins | Robert Patrick       |                       | 1.01–1.02, 2.06       | Ronald Nitschke          |
| Matteo/Colin Worley           | Andre Anthony        |                       | 1.01–1.09             | Johannes Walenta         |
| Vizepräsident Ashley Redfield | Christopher Shyer    |                       | 1.02–1.10             | Frank Röth               |
| Gordon Wick                   | Ben Cotton           |                       | 1.02–1.10             | Sven Gerhardt            |
| Paulo                         | Greyston Holt        |                       | 1.03–1.05             | André Röhner             |
| Präsidentin Michelle Travers  | Kari Matchett        |                       | 1.03–2.01             | Schaukje Könning         |
| Cisco                         | Curtis Lum           |                       | 1.03–1.04, 1.06       | Daniel Kröhnert          |
| Alice Leeds                   | Brittany Snow        |                       | 2.01–2.02             | Maria Koschny            |
| Botschafter Abbas Mansuri     | Navid Negahban       |                       | 2.02–2.06, 2.08–2.10  | Roberto Guerra           |
| Tomás Bala                    | Rob Heaps            |                       | 2.04, 2.06–2.08, 2.10 | Jan Andreesen            |
| Sami Saidi                    | Marwan Kenzari       |                       | 2.05, 2.07–2.09       | Matthias Deutelmoser     |
| Jaqueline Laurent             | Barbara Sukowa       |                       | 2.06                  | Marina Krogull           |
| Gouverneur Richard Hagan      | Ward Horton          |                       | 2.10                  | Jannik Endemann          |

## Episodenliste

### Staffel 1
| Nr. (ges.)                                                             | Nr. (St.) | Deutscher Titel            | Originaltitel     | Regie             | Drehbuch                  |
| ---------------------------------------------------------------------- | --------- | -------------------------- | ----------------- | ----------------- | ------------------------- |
| 1                                                                      | 1         | Der Anruf                  | The Call          | Seth Gordon       | Shawn Ryan                |
| 2                                                                      | 2         | Wahlwiederholung           | Redial            | Seth Gordon       | Shawn Ryan                |
| 3                                                                      | 3         | Die Zoowärterin            | The Zookeeper     | Guy Ferland       | Munis Rashid & Shawn Ryan |
| 4                                                                      | 4         | Streng geheim              | Eyes Only         | Ramaa Mosley      | Seth Fisher               |
| 5                                                                      | 5         | Die Marionette             | The Marionette    | Guy Ferland       | Corey Deshon              |
| 6                                                                      | 6         | Stille Wasser gründen tief | Fathoms           | Ramaa Mosley      | Imogen Browder            |
| 7                                                                      | 7         | Am besten eiskalt serviert | Best Served Cold  | Adam Arkin        | Tiffany Shaw Ho           |
| 8                                                                      | 8         | Neuauflage                 | Redux             | Adam Arkin        | Rachel Wolf               |
| 9                                                                      | 9         | Der Teufel, den man kennt  | The Devil We Know | Millicent Shelton | Munis Rashid              |
| 10                                                                     | 10        | Väter                      | Fathers           | Millicent Shelton | Seth Fisher               |
| Alle zehn Episoden wurden am 23. März 2023 auf Netflix veröffentlicht. |           |                            |                   |                   |                           |

### Staffel 2
| Nr. (ges.)                                                               | Nr. (St.) | Deutscher Titel            | Originaltitel       | Regie              | Drehbuch                         |
| ------------------------------------------------------------------------ | --------- | -------------------------- | ------------------- | ------------------ | -------------------------------- |
| 11                                                                       | 1         | Anrufverfolgung            | Call Tracking       | Guy Ferland        | Shawn Ryan                       |
| 12                                                                       | 2         | Unterbrochen               | Disconnected        | Guy Ferland        | Tiffany Shaw Ho & Corey Deshon   |
| 13                                                                       | 3         | Staatseigentum             | Government Property | Adam Arkin         | Imogen Browder                   |
| 14                                                                       | 4         | Verzweifelte Maßnahmen     | Desperate Measures  | Adam Arkin         | Anayat Fakhraie                  |
| 15                                                                       | 5         | Eine Familienangelegenheit | A Family Matter     | Ana Lily Amirpour  | Munis Rashid                     |
| 16                                                                       | 6         | Ein guter Agent            | A Good Agent        | Ana Lily Amirpour  | Lukas Johnson                    |
| 17                                                                       | 7         | Tilt                       | Tilt                | Nina Lopez-Corrado | Tiffany Shaw Ho                  |
| 18                                                                       | 8         | Eigene Wege                | Divergence          | Nina Lopez-Corrado | Corey Deshon                     |
| 19                                                                       | 9         | Kulturaustausch            | Cultural Exchange   | Millicent Shelton  | Anayat Fakhraie & Imogen Browder |
| 20                                                                       | 10        | Kaufreue                   | Buyer’s Remorse     | Millicent Shelton  | Munis Rashid                     |
| Alle zehn Episoden wurden am 23. Januar 2025 auf Netflix veröffentlicht. |           |                            |                     |                    |                                  |

## Rezeption
Auf Rotten Tomatoes hat die Serie eine Zustimmungsrate von 67 % basierend auf 15 Rezensionen mit einer durchschnittlichen Bewertung von 6,7/10. Auf Metacritic hat die Serie eine Punktzahl von 75 basierend auf 28 Kritiken, was auf „allgemein positive Bewertungen“ hinweist.
Michael Schleicher befand im Münchner Merkur die erste Staffel als „eine spannende, gut gebaute Geschichte mit zahlreichen überraschenden Wendungen, die hier erzählt wird. […] Das Format ist kurzweilig, knifflig, unterhaltsam. Ärgerlich ist nur, dass Regisseurin Millicent Shelton die letzte Folge tief in den Pathos-Eimer getaucht hat und obendrein ein unpassend antiquiertes Frauenbild zeichnet.“